# Apurímac colonial
Tras la ejecución de Atahualpa, caudillo líder del ejército insurgente quiteño, por los españoles en Cajamarca, los chancas se mantuvieron ariscos ante la continuación de los conflictos entre las crecientes fuerzas del Imperio español y el ahora vasallo gobierno cusqueño contra los remanentes atahualpistas comandados por los generales Quizquiz y Rumiñahui. Según Pedro Sancho, escribano de Francisco Pizarro (1533), Huasco, jefe supremo de los chancas, se opuso a colaborar con Quizquiz, quien le reclamaba su apoyo para emboscar a la expedición española en Huancarama, paso obligado por haber allí una apreciada mina de sal. 
Sin embargo, conforme se propagaba que los españoles cometían a su paso tantas crueldades como aquellas perpetradas por los incas durante su expansión, hubo división entre los chancas. Por un lado, una facción se sumó a la defensa contra el avance hispano, permitiendo retener la capital inca bajo ocupación atahualpista, así como también hubo otra que se acopló al ejército conquistador. Durante los días 28 y 29 de octubre de 1533, el grupo de vanguardia de Hernando de Soto fue detenido en Vilcas, cerca del río Pampas y el 8 de noviembre toda la expedición fue atacada en Curahuasi, donde se libró una dura batalla que se saldó con la victoria de los españoles y sus aliados, mientras los atahualpistas se retiraron hacia el sur. Los legendarios puentes colgantes sobre el río Apurímac fueron quemados para dificultar la marcha de Pizarro hacia el Cusco, aunque finalmente no pudieron evitarla. 
La reconquista del Cusco devino en la coronación de un nuevo emperador con el beneplácito de la nobleza inca, los conquistadores españoles y el pueblo llano: Manco Inca Yupanqui o Manco Cápac II. Eventualmente, la derrota y captura de Rumiñahui en Sigchos en 1534 marcó el fin de la resistencia atahualpista. No obstante, cuando el propio Manco Inca se sublevó en 1536, Andahuaylas participó del lado rebelde.
Al producirse la guerra civil entre pizarristas, apoyados por los incas bajo el nuevo monarca Paullu Inca, y almagristas, el pueblo apurimeño dividido brindó ayuda a los pizarristas y otro, a los almagristas. Ante el poblado de Abancay (entonces sin españoles), en la colina en ese tiempo llamada Huacaypata, donde había una antigua fortificación chanca, combatieron Diego de Almagro y los del capitán pizarrista Alonso de Alvarado, venciendo los primeros con ayuda de sus respectivos aliados chancas. En 1547, el rebelde Francisco de Carvajal se refugió en Andahuaylas para convalecer de fiebres y preparar su ejército.
El primer gobernante peruano que visitó Apurímac fue el pacificador Pedro de la Gasca, en 1548. Estuvo en Abancay y Andahuaylas formalizando su autoridad y reuniendo fuerzas para restaurar el poder real en el Cusco. En 1560, bajo el tercer virrey, Andrés Hurtado de Mendoza, segundo Marqués de Cañete (1556-1561), bajo el reinado de Felipe II de España (1556-1598) de la Casa de Austria, se descubrieron importantes minas de azogue en Huancavelica, localidad entonces subordinada a lo que hoy es Apurímac. El interés por la minería hizo que en Andahuaylas se establecieran seis corregimientos y que en Abancay se organizara un corregimiento con 23 repartimientos, con el fin de proveer de mitayos y vituallas a los asentamientos que en Huancavelica explotaban el azogue.
El quinto virrey del Perú, Francisco Álvarez de Toledo (1569-1581), recorrió extensamente todas las provincias apurimeñas verificando sus ordenanzas. También visitó la región el octavo virrey, García Hurtado de Mendoza y Manríquez, tercer Marqués de Cañete (1589-1596), interesado en el desarrollo de la minería. Durante ese siglo y el siguiente, Abancay, Aymaraes y Andahuaylas tuvieron importancia como centros proveedores de recursos para la actividad minera en Apurímac, Huancavelica y Ayacucho.
En 1680, con la demarcación política hecha efectiva por el duodécimo virrey del Perú, Melchor de Navarra y Rocafull, Duque de la Palata (1681-1689), bajo el reinado de Carlos II de España (1665-1700) de la Casa de Austria, el virreinato peruano fue dividido en diez distritos subdivididos en provincias. Las provincias o partidos de Abancay y Cotabambas fueron comprendidos en el noveno distrito, subordinados al Cusco, mientras Andahuaylas y Aymaraes estuvieron en el séptimo distrito, subordinados a Huamanga. Una nueva demarcación entró en vigencia en 1782, bajo el trigésimocuarto virrey Teodoro de Croix, Caballero de Croix (1784-1790) durante el reinado de Carlos III de España (1759-1788) de la Casa de Borbón, estableciéndose siete intendencias. Las provincias o partidos de Abancay, Aymaraes y Cotabambas formaron parte de la intendencia del Cusco. La provincia de Andahuaylas se incluyó en la intendencia de Huamanga.
Además de la minería, Apurímac tuvo durante la colonia una importante actividad agrícola. Los españoles aclimataron ahí vid, arroz, algodón y azúcar. Entonces era causa de bromas la poca alzada de la caña de azúcar apurimeña. Según Concolorcorvo (1773), por este motivo llamaban en Abancay a los cañaverales "engañaverales". En Carhuacahua, el viajero inglés Clements Markham visitó, hacia 1850, una antigua hacienda azucarera donde todavía se producía esta variedad "enana" de caña de azúcar.
Por efecto de su antigua rivalidad con los cusqueños, las comunidades indígenas de Apurímac no acompañaron la gran rebelión acaudillada por José Gabriel Condorcanqui Túpac Amaru entre 1780 y 1781, pues ello incluía reconocerlo como Sapa Inca. Durante la campaña del general José Manuel de Goyeneche en el Alto Perú contra los rioplatenses, entre 1810 y 1811, tuvo una actuación destacada el batallón Abancay, formado en su mayoría con soldados apurimeños. En 1814, Chincheros, Cotabambas y Andahuaylas respaldaron la rebelión de Mateo Pumacahua contra la corona, insurgencia que no fue exclusivamente indígena, ya que sumó fuerzas con criollos liberales, como los hermanos José, Vicente y Mariano Angulo, agricultores de Chitabamba, Abancay, el sacerdote José Gabriel Béjar y el coronel Domingo Luis Astete, y tuvo como principal propósito la defensa de los principios legales de la efímera Constitución liberal española de 1812.